# Carrer Ample (Reus)
El Carrer Ample és un carrer del municipi de Reus (Baix Camp) inclòs en l'Inventari del Patrimoni Arquitectònic de Catalunya.

## Descripció
Neix a la Plaça de la Llibertat i acaba al Passeig de Mata. Els edificis conserven el pla de la façana, són d'alçada mitjana (entre 3 i 5 pisos), amb obertures de forma rectangular corresponents a finestres i balcons. Hi ha algun exemple de balcó corregut amb baranes de ferro forjat. Els murs i les barbacanes estan gairebé tots arrebossats, no hi ha ornamentació a destacar. La tipologia dels edificis és unitària, ja que les plantes baixes són comerços i els pisos, habitatges. Un 20% dels edificis ha canviat la seva estructura i composició original, algunes per adaptar-se a la moda de l'època, com la façana modernista de la Casa Ramon Vendrell. Per les seves característiques i composició del conjunt, cal destacar l'edifici que fa xamfrà amb el nº1 del carrer de Colon. Es conserva encara, ara de propietat municipal, el local d'estiu de l'antiga Societat La Palma que ocupa tot una illa de cases a la cantonada del carrer amb el Passeig de Mata, i s'usa com a espai per a concerts i música i allotja el casal de joves de la ciutat. Entre el carrer Alt de Sant Josep, i el carrer de Santa Elena, dues travessies, hi trobem la Font de Neptú. Al número 13 hi ha l'Institut de Puericultura, de línies noucentistes.

## Història
El primer nom del carrer era carrer dels Seminaris, ja que portava al Seminari, la casa-missió de Sant Vicenç de Paül construïda el 1758 al lloc on ara hi ha la caserna de la guàrdia civil. La primera referència del carrer, és del 1733, quan es fa un projecte d'urbanització de la zona. Durant el segle xix fou un dels llocs de passejada habitual de la burgesia reusenca. El 1899 el nom va ser substituït pel de Castelar, encara que popularment tothom el coneixia com a carrer Ample. El 1939, se li va imposar el d'Avenida del Generalísimo Franco. Pel desembre de 1979 li va ser restituïda oficialment la denominació popular.

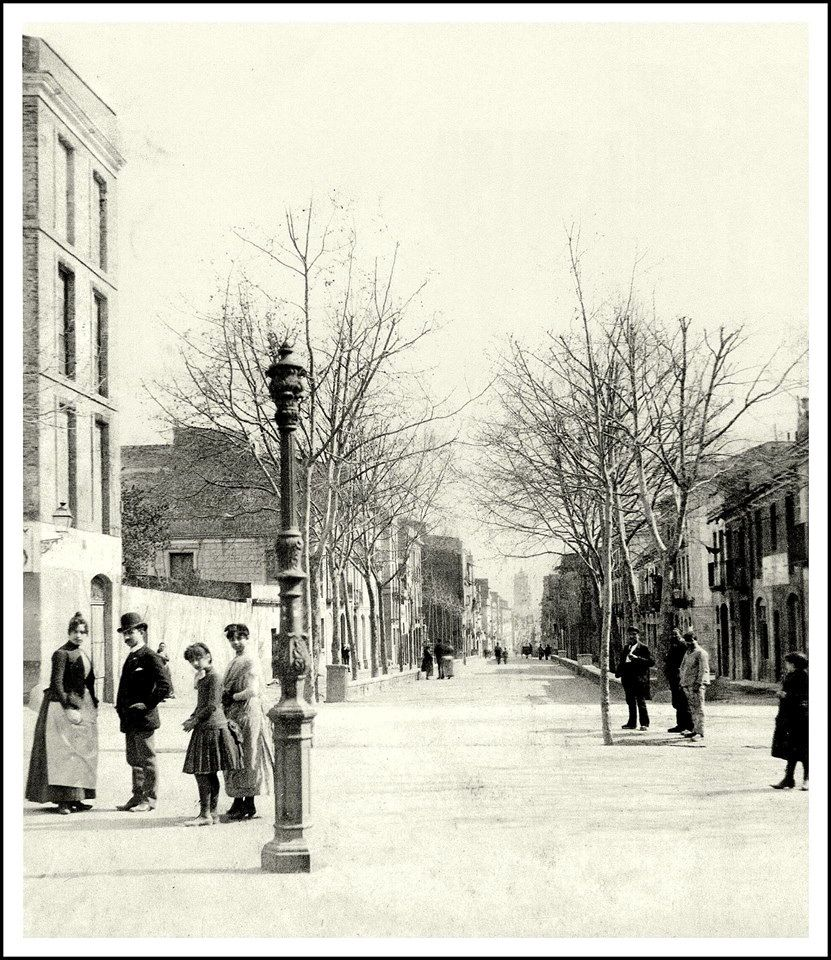
Carrer Ample a començaments del segle XX

El novembre de 1862 s'enderrocà el portal dels Seminaris, construït per les Guerres Carlines. El 1864 i 1865 es documenta l'edificació de cases noves al final del carrer. El 1860 s'autoritzen les obres d'urbanització de la Plaça dels Pastells (del Víctor); el projecte es realitzà el 1861. El 1888 es reformà l'últim tram, traient les escales que hi havia. En aquesta època es fan diverses obres encaminades a dotar els edificis d'una imatge més sumptuària, així com noves edificacions. El 1910 es posen llambordes, el 1931 es construeixen les voreres i el 1943 les clavegueres.